# Sèrgia (tribu)

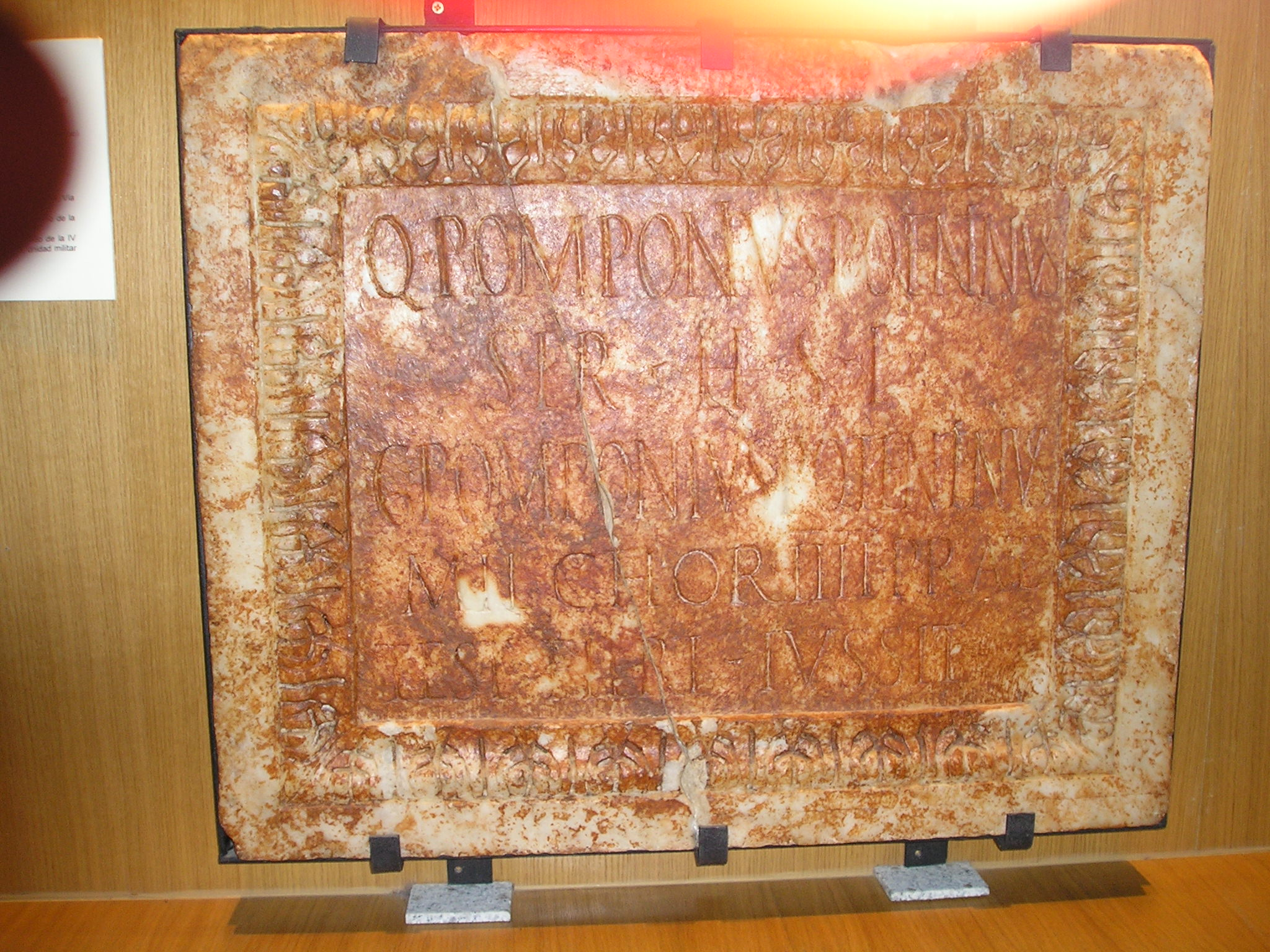
Inscripció funerària de Pomponius Poeninus, dedicada pel seu germà, soldat de la IV Cohort Pretoriana de Roma, naturals ambdós de Norba Caesarina i adscrits a la tribu Sèrgia.

La tribu Sèrgia va ser una de les 35 tribus romanes amb dret de vot a l'Assemblea Tribal Romana. El seu nom derivava de la família patrícia dels Sergii. Entre els cognoms que van usar els Sergii hi havia els de Catilina, Esquilinus, Fidenas, Orata, Paullus, Plancus i Silus.